# Амигдалин
Амигдали́н (от греч. ἀμυγδάλη — миндаль) — органическое соединение, генцибиозид нитрила миндальной кислоты. Химическая формула C20H27NO11. Ромбические кристаллы с температурой плавления 215 °C.
Цианогенный гликозид, содержащийся в ядрах косточек и семенах многих растений рода Слива (Prunus) и трибы Яблоневые (Maleae), придавая им горький вкус. Впервые выделен из горького миндаля Prunus amygdalus var. amara, содержится также в ядрах персиковых и абрикосовых косточек.
С начала 1950-х Амигдалин и его производное лаэтрил выпускались под торговыми наименованиями «Лаэтрил» и «Витамин B17» и рекламировались как противораковое средство. Однако отсутствуют значимые клинические доказательства пользы употребления амигдалина и «Лаэтрила» для онкологических больных, также существуют высокий риск побочных эффектов от отравления цианидами при их употреблении и особенно пероральном. Ни Амигдалин, ни «Лаэтрил» не являются витаминами.
Амигдалин относят к цианогенным гликозидам, поскольку его молекула включает соединения нитрильной группы, из которых могут высвобождаться токсичные цианистые анионы в результате бета-гликолиза.
Пероральный приём амигдалина высвобождает цианиды в организме и может привести к интоксикации.

## Структура и метаболизм
В плодах миндаля амигдалин синтезируется в процессе созревания из пруназина — гликозида манделонитрила (циангидрина бензальдегида), степень накопления амигдалина и его конечное содержание в ядрах зависит от активности бета-гликозидаз, расщепляющих пруназин и амигдалин — высокой в сладких сортах миндаля и низкой в горьких.
Молекула амигдалина содержит две гидролизуемых эфирных связи и в присутствии некоторых ферментов, а также кислот, может гидролизоваться с образованием более мелких фрагментов. В зависимости от химического состава среды гидролиз может происходить по одной или же по обеим эфирным связям. Направление гидролиза зависит от вида каталитического воздействия: в присутствии эмульсина (естественный фермент миндаля) и при неферментативном кислотном гидролизе расщепление идёт по обеим связям, при этом из одной молекулы амигдалина образуется две молекулы глюкозы и агликон — манделонитрил (нитрил миндальной кислоты).
В присутствии бета-гликозидазы гидролиз идёт только по гликозидной группе, при этом образуются дисахарид генциобиоза и манделонитрил. Во всех случаях, продуктом гидролиза является манделонитрил, который, будучи циангидрином, находится в термодинамическом равновесии с продуктами своего негидролитического расщепления — бензальдегидом и цианистым водородом (водный раствор которого больше известен как синильная кислота):
Бензальдегид и цианистый водород летучи, и в низких концентрациях, несмотря на несхожесть химического строения, обладают очень похожими запахами. Таким образом, характерный запах горького миндаля обусловлен обоими веществами одновременно.
В желудочном соке человека амигдалин гидролизуется сначала с отщеплением глюкозы до пруназина и затем под действием пруназин-β-глюкозидазы до глюкозы и манделонитрила, дальнейший распад манделонитрила с образованием синильной кислоты и обуславливает токсичность косточек горького миндаля, персика, абрикоса, вишни, яблони и некоторых других растений. Приём внутрь большого количества ядрышек некоторых амигдалинсодержащих растений может привести к тяжёлому отравлению взрослого человека.

## Получение
Ранее амигдалин получали путём экстракции спиртами из жмыха семян горького миндаля.

## Применение
Горькие амигдалинсодержащие сорта миндаля до сих пор применяются для получения горько-миндальной воды, которая представляет собой водно-спиртовой дистиллят, содержащий около 0,5 % манделонитрила, что соответствует приблизительно 0,1 % концентрации синильной кислоты.

Структурная формула лаэтрила

Под торговым названием «лаэтрил» (англ. laetril) амигдалин пропагандируется представителями альтернативной медицины как витаминоподобный препарат (они называют его «витамин B17») и якобы противораковое средство. Это токсичное вещество категорически отвергается научным и медицинским сообществом, как не обладающее противоопухолевым действием, в частности Управлением по контролю качества пищевых продуктов и лекарственных средств США (FDA), Американским онкологическим обществом, Американской медицинской ассоциацией (AMA). Известны случаи отравления «лаэтрилом», в том числе при приёме его в комбинации с высокими дозами витамина C, который снижает в тканях уровень цистеина, связывающего in vivo цианиды.
Реклама амигдалина в качестве противоракового средства считается классическим и одним из наиболее прибыльных примеров шарлатанства.
В США распространители препарата преследуются в судебном порядке.